# قاي مورتون جونيور
قاي مورتون جونيور (بالإنجليزية: Guy Morton, Jr.) هو لاعب كرة قاعدة أمريكي، ولد في 4 نوفمبر 1930 في توسكالوسا في الولايات المتحدة، وتوفي في 11 مايو 2014 في لورين في الولايات المتحدة.

## وصلات خارجية
- قاي مورتون جونيور على موقعبيزبول رفرنس.كوم (الدوري الرئيسي) (الإنجليزية)
- قاي مورتون جونيور على موقعبيزبول رفرنس.كوم (الدوري الثانوي) (الإنجليزية)